# The Bigger Artist
The Bigger Artist è il primo album in studio del rapper statunitense A Boogie wit da Hoodie, pubblicato il 29 settembre 2017 negli Stati Uniti d'America dalla Highbridge e Atlantic Records.

## Tracce
1. No Promises – 3:17
2. Undefeated (feat. 21 Savage) – 2:54
3. Drowning (feat. Kodak Black) – 3:29
4. Say A' – 3:34
5. No Comparison – 4:04
6. Unhappy – 2:59
7. Let's Start Over – 3:37
8. Get to You – 3:26
9. Somebody (feat. Don Q) – 2:58
10. Money Sprung (feat. Don Q) – 3:15
11. If I Gotta Go – 3:23
12. Fucking & Kissing (feat. Chris Brown) – 2:51
13. Bad Girl (feat. Trey Songz e Robin Thicke) – 3:49
14. Stalking You – 3:41
15. Beast Mode (feat. PnB Rock e YoungBoy Never Broke Again) – 4:18

## Classifiche

### Classifiche settimanali
| Classifica (2017) | Posizione massima |
| ----------------- | ----------------- |
| Canada            | 10                |
| Nuova Zelanda     | 9                 |
| Stati Uniti       | 4                 |

### Classifiche di fine anno
| Classifica (2017) | Posizione |
| ----------------- | --------- |
| Stati Uniti       | 171       |
| Classifica (2018) | Posizione |
| Stati Uniti       | 100       |